# ChuChu TV
ChuChu TV je síť indických YouTube kanálů, která vytváří zábavný obsah pro děti. Patří mezi nejsledovanější YouTube kanály.

## Historie
První video na kanále vyobrazuje animovanou dvouletou dceru režiséra Vinotha Chandara. Video dosáhlo milionů zhlédnutí. Po úspěchu se k Chandarovi připojili malíři a designéři Krishnan, Ajith Togo, Subbiramanian, a Suresh.

## Kontent a styl
Videa obsahují specifický výtvarný styl s roztomilými postavičkami. Postavy tančí, zpívají a hrají to, co popisují texty písniček, které videa doplňují.

## Marketing
V roce 2016 kanál oznámil merchandisingové partnerství se společností DreamTheatre. V roce 2018 uzavřeli partnerství s australskou mediální společností Moose Toys, aby vytvořila řadu figurek, panenek, plyšáků a oblečení pro děti.